# 사냥꾼 크레이븐
사냥꾼 크레이븐(Kraven the Hunter, 본명: 세르게이 니콜라예비치 크라비노프, Sergei Nikolaevich Kravinoff)은 마블 코믹스에서 출간한 만화책에 등장하는 슈퍼빌런 캐릭터이다. 공동 작가 스탠 리와 스티브 딧코가 창작했으며, 1964년 8월 어메이징 스파이더맨 #15에서 처음으로 등장한다. 그는 스파이더맨의 주적이며이며, 카멜레온으로 잘 알려진 드미트리 스메르댜코프의 이복형제이다. 2009년에 크레이븐은 IGN이 선정한 역대 최고의 빌런중에서 53위를 차지하였다.